# Leopold Wolf’s Söhne

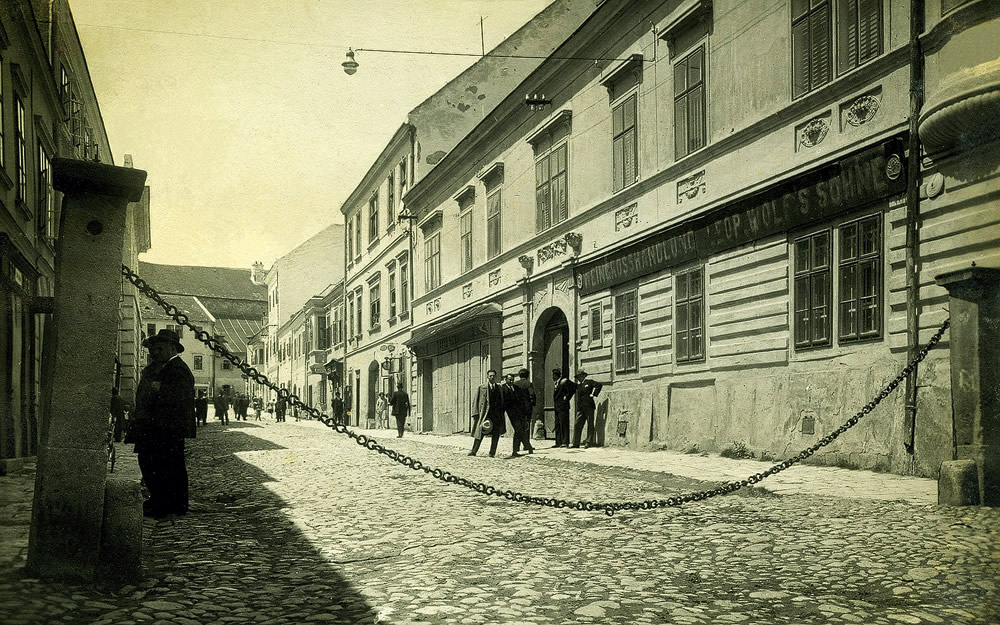
Unterbergstraße mit dem Wertheimerhaus der Weinhandlung Leopold Wolf’s Söhne (um 1920)

Die Weinhandlung Leopold Wolf’s Söhne mit Sitz in Unterberg-Eisenstadt, einer Katastralgemeinde von Eisenstadt im Bundesland Burgenland in Österreich, war im 19. und 20. Jahrhundert ein international tätiges Handelsunternehmen.

## Geschichte

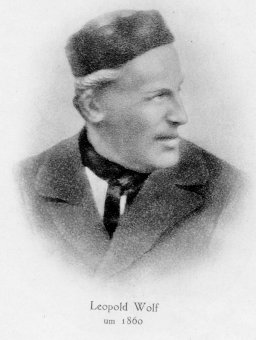
Leopold Wolf (um 1860)

In Eisenstadt ist erstmals der um 1718 verstorbene Benjamin Wolf Austerlitz nachweisbar, der wahrscheinlich als Wiener Exulant vor 1690 über Nikolsburg nach Eisenstadt gekommen war und zu den Gründern der wiedererrichteten jüdischen Gemeinde gehörte. 
Sein Urenkel Joachim übernahm erstmals den ursprünglichen Vornamen Wolf zu seinem Familiennamen. Er war 1790 Gründer der Weinhandlung Wolf, die im späten 19. und im 20. Jahrhundert als Weingroßhandlung Leopold Wolf’s Söhne bekannt wurde. 

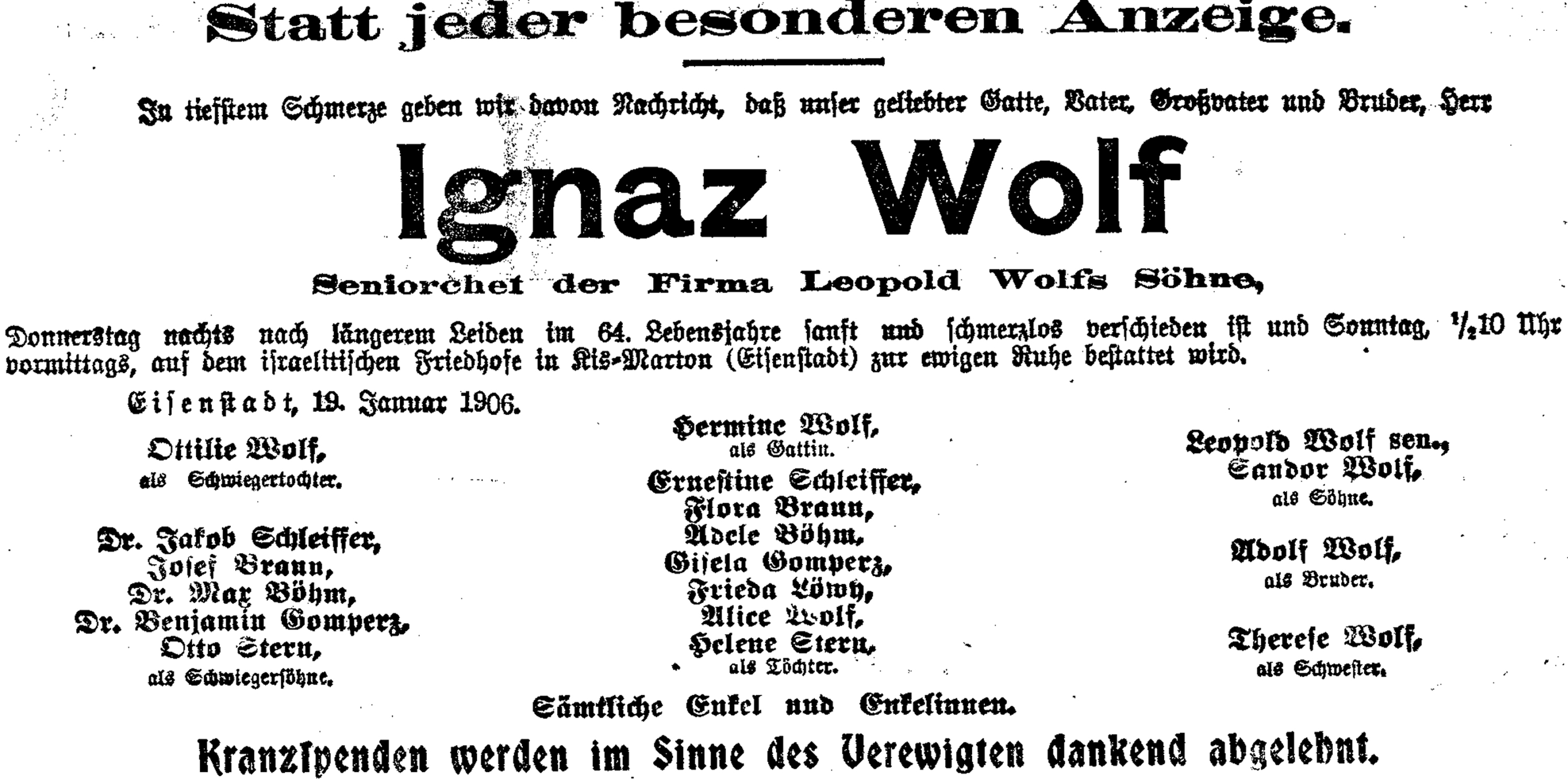
Todesanzeige für Ignaz Wolf im Jahr 1906

Ende des 18. und Anfang des 19. Jahrhunderts kaufte die Firma Weine der Umgebung auf und exportierte sie nach Wien und Umgebung, bald auch nach Böhmen, Mähren, Österreichisch- und Preußisch-Schlesien, auch bis nach Russisch-Polen und nach Süddeutschland. In den 1850er Jahren traten Adolf und Ignaz Wolf (geb. 30. August 1841 in Eisenstadt; gest. 18. Januar 1906 ebenda) an die Seite ihres Vaters Leopold Wolf als Teilhaber in die Firma ein. Nach dessen Tod im Jahr 1866 wurden die beiden Brüder Inhaber der Firma. 
Als die Reblaus um 1880 die Weinstöcke Frankreichs vernichtete, exportierte die Firma Wolf große Mengen Wein nach Frankreich. Im Jahr 1885 erwarb die Firma die Wiener Weinhandlung Bauer. 1890 gründete die Firma eine Niederlassung in Fiume, die dalmatinische und italienische Weine importierte. Nach dem Verbot der Aufzuckerung der Weine in Ungarn verlegte die Firma ihre Süßweinerzeugung im Jahr 1908 nach Ebenfurth. Ab 1901 waren die Firmeninhaber Ernst Wolf, Leopold Wolf und Alexander (Sándor) Wolf. Sándor Wolf war Gründer des Wolf-Museums und Besitzer von vier der insgesamt fünf Häuser, in denen seit 1939 das Landesmuseum Burgenland untergebracht ist.

### Arisierung

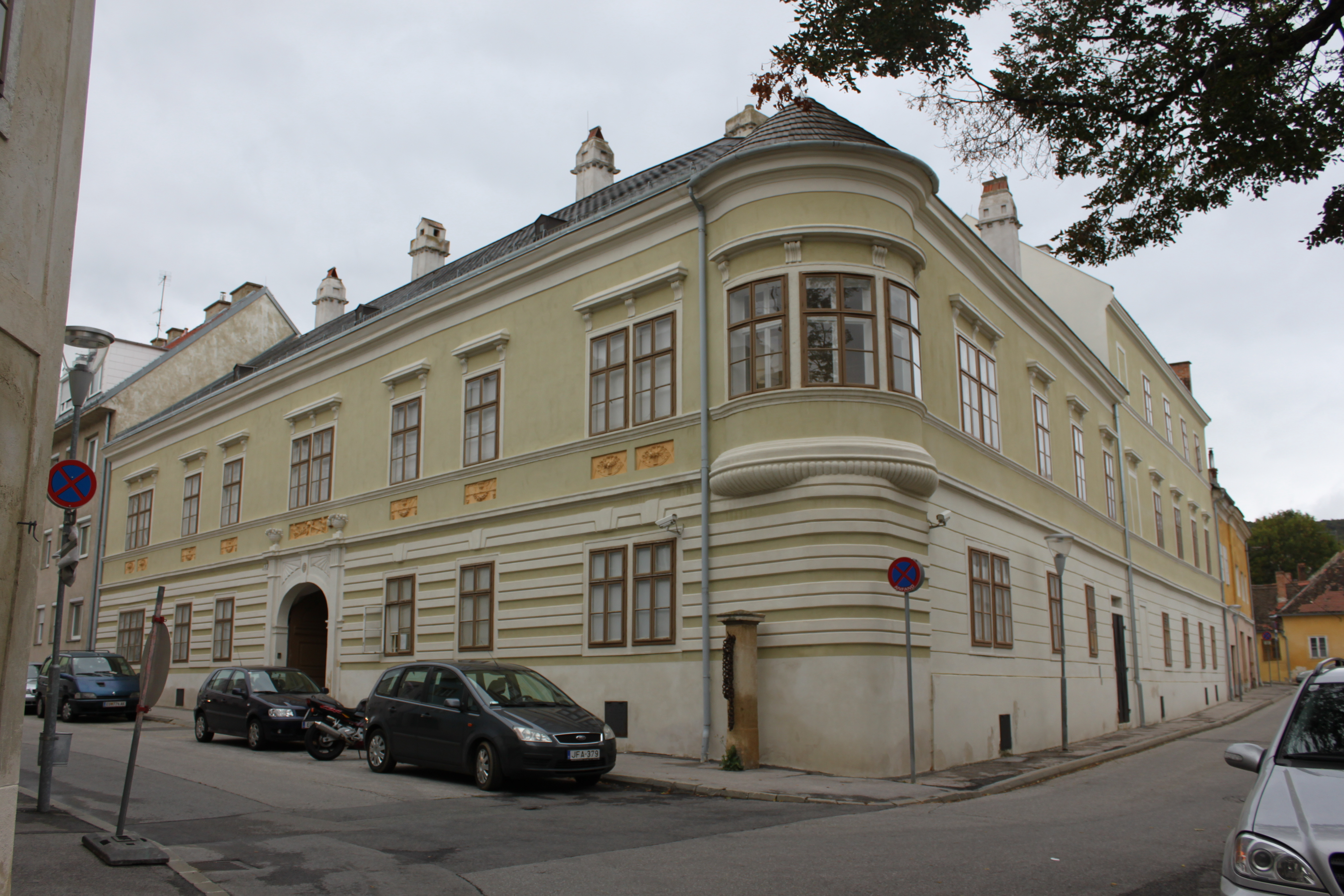
Wertheimerhaus in Eisenstadt

Im März 1938 wurde Sándor Wolf im Zuge des „Anschlusses“ von Österreich an das Deutsche Reich von der Gestapo verhaftet und gezwungen, auf sein Vermögen und seine Sammlung zu verzichten. Wolf flüchtete mit seiner Schwester Frieda Löwy über Fiume und Triest nach Palästina, wo er in Haifa einen Landsitz erwarb.

## Wertheimerhaus
Der Wertheimerhaus wurde 1875 von der Familie Wolf erworben, die darin neben Wohnungen für Familienmitglieder und Bedienstete den Hauptsitz der Weinhandlung Leopold Wolf's Söhne einrichtete. Das Wertheimerhaus befand sich 75 Jahre im Besitz der Familie Wolf.